# ماریاکالنوک
ماریاکالنوک (به مجاری:  Máriakálnok) یک شهرداری در مجارستان است که در ناحیه موشون‌مادیارووار واقع شده‌است. ماریاکالنوک ۱۵٫۴۸ کیلومتر مربع مساحت و ۱٬۵۰۸ نفر جمعیت دارد.